# Reálné gymnázium v Kodaňské
Reálné gymnázium v Kodaňské (Státní reálné gymnasium v Praze 13 v Kodaňské ulici) je bývalé gymnázium, jehož pokračovatelem je Gymnázium Přípotoční.

## Historie
Reálka byla ve Vršovicích založena roku 1908. O osm let později se škola přestěhovala do nové budovy na okraji Heroldových sadů v Hálkově ulici čp. 16 (od roku 1926 Kodaňská). Stavbu projektoval v duchu klasicizující secese František Havlíček. Po vzniku samostatné republiky v budově sídlilo nějakou dobu Ministerstvo pošt a telegrafů. Roku 1928 byla Reálka změněna na Gymnázium, ve kterém učil profesor Bohuslav Hostinský, pozdější zakladatel Ústavu teoretické fyziky v Brně.
Kapacita školy neodpovídala potřebám a proto bylo v roce 1937 gymnázium rozděleno a část nových žáků chodila do gymnázia v Michli.

### Po roce 1961
1. září 1961 začala výuka na gymnáziu v nové budově v Přípotoční ulici a v Kodaňské od té doby sídlí Základní škola (Základní škola Karla Čapka).

## Názvy školy
- 1908 až 1918 C. k. státní reálka ve Vršovicích (Kodaňská 14)
- 1918 až 1928 Česká státní reálka v Praze XIII. (Kodaňská 14)
- 1928 až 1949 Státní reálné gymnasium v Praze XIII. (Kodaňská 14)
- 1949 až 1953 Gymnasium v Praze 13, Kodaňská 16
- 1953 až 1961 16. jedenáctiletá střední škola, Praha 13 - Vršovice, Kodaňská 16[3]

## Učitelé a absolventi
Učitelé
- Bohuslav Hostinský

Absolventi
- 1956 - Petr Nárožný
- Zdeněk Svěrák (před maturitou byla třída přemístěna do gymnázia ve Voděradské)[4]